# Gilmar Jorge Alberto Dos Santos
Gilmar Jorge Alberto Dos Santos (Sao Paulo, 23 d'abril de 1971) és un exfutbolista brasiler, que ocupava la posició de defensa.
Al seu país va militar a l'Itaquaquecetuba, a la Portuguesa, el Sao Paulo i al Cruzeiro. Al desembre de 1996 fitxà pel Reial Saragossa de la lliga espanyola, tot convertint-se en un dels jugadors més importants a la segona volta. A la campanya següent també va disposar de minuts però a partir de la temporada 97/98 va quedar fora de les convocatòries, tant a l'equip aragonès com al seu següent equip, el Rayo Vallecano.